# Susan Kingsley Kent
Susan Kingsley Kent (geboren 9. Mai 1952) ist eine US-amerikanische Historikerin. Sie ist emeritierte Professorin für Geschichte an der University of Colorado Boulder und Vorsitzende der Abteilung für Religionswissenschaften. Ihr Spezialgebiet ist die britische Geschichte mit den Schwerpunkten Geschlecht, Kultur, Imperialismus und Politik.

## Leben
Susan Kingsley Kent schloss ihre Promotion in vergleichender Geschichte an der Brandeis University ab. Im Anschluss forschte sie Ende der 1980er Jahre im Rahmen eines Susan B. Anthony-Postdoc-Stipendiums an der University of Rochester.
Seit den 1990er Jahren ist sie Professorin für Geschichte an der University of Colorado Boulder. Sie unterrichtete Kurse über moderne britische Geschichte und den britischen Imperialismus aus einer globalen und vergleichenden Perspektive. Sie ist emeritiert. Im Jahr 2015 wurde sie an dieser Hochschule zur Arts & Sciences Professor of Distinction ernannt.

## Werke

### Sex and Suffrage in Britain, 1860–1914(1987)
In ihrer Studie Sex and Suffrage in Britain von 1987 vertrat Susan Kingsley die These, dass die britische Kampagne für das Frauenwahlrecht keine rein politische Kampagne war. Kent wies darauf hin, dass die Feministinnen ihrer Zeit zwar vordergründig das Wahlrecht anstrebten, dass aber die Hauptbeteiligten erkannten, dass es weder Gleichberechtigung noch Gerechtigkeit geben konnte, solange Frauen als rein sexuelle Wesen – als „das Geschlecht“ – betrachtet wurden, während Männer „Menschen“ waren. Susan Groag Bell lobte in Albion: A Quarterly Journal Concerned with British Studies, dass Kent klugerweise bewusst war, wie wichtig es ist, auf die von den Menschen verwendete Sprache zu achten. Während die Realität einer Situation sich von der Diskussion darüber unterscheiden könne, sei es die Diskussion, die oft die Geschichte verändere. Der Historiker Eugenio F. Biagini lobte in Continuity and Change die Breite der Interpretation und die einzigartige Fähigkeit der Studie, die „subversiven“ Implikationen der Frauenbewegung in ihrem Streben nach geistiger, politischer, sozialer und wirtschaftlicher Emanzipation zu untersuchen. Er bemängelte jedoch auch Auslassungen wie zum Beispiel die Öffnung lokaler Gremien für Frauen, die Bedeutung der Frauenbildung und die Unterschiede zwischen den Generationen der Feministinnen. Susan Gubar meinte in Victorian Studies, dass das Buch durch die ausdrückliche Bereitstellung von durchdachten Zusammenfassungen und Interpretationen der polemischen Literatur der Frauenstimmrechtsbewegung dazu anregt, sich zu fragen, wie weit wir inzwischen gekommen sind. Nach Ansicht der Historikerin Deborah Gorham in American Historical Review gelang Kent nur teilweise, ihre These zu belegen, doch es sei eine wertvolle Studie der Ideen, die die britischen Feministinnen in dieser Zeit beeinflussten. Der Historiker E. M. Palmegiano bemängelte im Historian, dass im Vergleich die männliche Reaktion auf die Forderungen der Frauen unterbelichtet blieben. Der Historiker Martin Pugh attestierte in History dem Buch sogar, keine neuen Erkenntnisse hinzuzufügen.

### Making Peace: The Reconstruction of Gender in Interwar Britain(1993)
Das 1993 erschienene Buch Making Peace: The Reconstruction of Gender in Interwar Britain (Frieden schaffen: Die Rekonstruktion der Geschlechterverhältnisse im Großbritannien der Zwischenkriegszeit) beschreibt Birgitte Soland in Signs als „in erster Linie darum bemüht, den bemerkenswerten Wandel im feministischen Denken über Frauen und Geschlecht zu verstehen, der sich im Laufe des Krieges vollzog“. Dabei konzentriere sich die Analyse auf die Sprache, mit der Frauen, der Krieg und die Beziehung zwischen den Geschlechtern in der Presse, in der Populärliteratur, in feministischen Publikationen, in der Regierungspropaganda und in persönlichen Erzählungen während und nach den Kriegsjahren beschrieben wurden. In Albion schreibt Susan D. Pennybacker: „Kent erforscht den Wandel in den Beziehungen zwischen Männern und Frauen, unter Frauen und in den vorherrschenden feministischen Auffassungen von Sexualität und Geschlecht. Es gibt wenig, was Kent als statisch ansieht; die meisten Ideen zu diesen Themen scheinen sich zwischen 1914 und 1918 zu verändern.“
Ellen Ross schreibt im Journal of Social History: „Kent sieht die Feministinnen der Zwischenkriegszeit im Dialog mit anderen kulturellen und politischen Entscheidungsträgern, die dazu beitrugen, ihre Logik zu strukturieren und ihr Vokabular zu begrenzen. Making Peace durchforstet eine enorme Menge an Material, von der Korrespondenz der Feministinnen über Zeitungen bis hin zu Kriegserinnerungen aller Art, und erörtert es auf überzeugende Weise.“ In der English Historical Review schreibt Janet Howarth: „Die Verwendung sexueller Bilder in der Kriegspropaganda machte den Konflikt zwischen den Geschlechtern und die sexuelle Unordnung zu Metaphern für den Krieg selbst - so wurde die Suche nach Harmonie zwischen Männern und Frauen ihrerseits zu einer Metapher für ’Frieden schaffen’.“

### The Women's War of 1929(2011)
Kent ist Mitautorin des Buches The Women's War of 1929: Gender and Violence in Colonial Nigeria mit Misty Bastian und Marc Matera, das 2011 veröffentlicht wurde. In der African Studies Review schreibt Saheed Aderinto, dass das Buch, das sich auf die so genannten „Aba-Frauenaufstände“ konzentriert, „eine der detailliertesten und vielschichtigsten Darstellungen der Umstände, die zu diesen Ereignissen führten, und ihrer Auswirkungen auf die afrikanisch-koloniale Begegnung bietet.“ Chima J. Korieh schreibt in der American Historical Review, dass die Autoren den Prozess zeigen, „durch den ostnigerianische Frauen die einheimische Ideologie in den Widerstand nicht nur gegen den britischen Imperialismus, sondern auch gegen die sich verändernde Geschlechterdynamik einbrachten, die Frauen und die Mehrheit der einfachen Leute zunehmend als den Briten untergeordnet identifizierte.“ In dem International Journal of African Historical Studies schreibt Andrew E. Barnes: „Der rote Faden, der die Arbeit zusammenhält, ist das gemeinsame Anliegen, die Unterdrückung der Igbo-Frauen als Frauen zu veranschaulichen.“

## Werke (Auswahl)
- Sex and Suffrage in Britain, 1860–1914 (1987)
- Making Peace: The Reconstruction of Gender in Interwar Britain (1993)
- Gender and Power in Britain, 1640-1990 (1999)[18][19][20]
- Aftershocks: Politics and Trauma in Britain, 1918–1931 (2009)[21][22][23][24]
- The Women's War of 1929: Gender and Violence in Colonial Nigeria (2011) (mit Misty Bastian und Marc Matera)
- Gender and History (2012)[25]
- The Global Influenza Pandemic of 1918–1919 (2012)[26]
- Africans and Britons in the Age of Empires, 1660-1980 (2015) (mit Myles Osborne)[27][28]
- Queen Victoria: Gender and Empire (2016)
- A New History of Britain: Four Nations and an Empire (2016)[29]
- The Global 1930s (2017) (mit Marc Matera)
- Gender: A World History (2020)[30][31]